# Стрийський міський будинок культури
Стрийський міський будинок культури (Стрийський МБК, раніше Будівля товариства «Сокіл») — заклад культури в Стрию (Львівська область).

## Історія
У минулому будинок польських залізничників «Сокіл». Ця споруда належала гімнастичному товариству «Сокіл», яке було утворене 7 лютого 1867 року польськими патріотами у Львові на зразок чеських «Соколів» (1862). Це нове "гніздо" було закладено у Стрию в 1892 році під керівництвом Міхала Францішека Сльозарського (29.09.1839 — 13.04.1903) і Геруса. Першим гаслом "Соколів" було "В здоровому тілі — здоровий дух". У 1906 році було завершено будівництво даної споруди, архітектором якої був Крижановський В. (будівничі: Підгорецький Володимир, Гассман Владислав). Будинок є яскравим зразком сецесії, має пишний декор як зовні, так і всередині. У 1923 році приміщення товариства «Сокіл» було частково добудоване. Сцену прикрашала картина - копія роботи Генріха Семирадського виконаної для театру у Кракові. У 1950-их роках тут діяв Стрийський драматичний театр. Тепер міський Будинок культури.

## Мистецькі колективи
У стрийському МБК діють такі мистецькі колективи:
- Народний камерний хор імені Михайла Вербицького (керівник – Маліборська Уляна );
- Зразковий дитячий хор “Щедрик”(  керівник – Віра Лисик);
- Народний камерний оркестр ( керівник – Наталія  Турканик);
- Народний танцювальний ансамбль “Стрияночка” (керівник – Олена Боровницький);
- Народний драматичний колектив "Перелаз" (керівник – Тетяна Андреїшин);
- Народний оркестр українських народних інструментів (керівник - Василь Кисіль);
- Народна студія естрадних мистецтв “Говерла” міського Будинку культури (керівник – Михайло Золотуха).